# Боклер, Уильям, 10-й герцог Сент-Олбанс
Уильям Амелий Обри де Вер Боклер (англ. William Amelius Aubrey de Vere Beauclerk; 15 апреля 1840, Лондон, Великобритания — 10 мая 1898) — английский аристократ, 10-й герцог Сент-Олбанс, 10-й граф Бёрфорд, 10-й барон Хеддингтон и 7-й барон Вер из Хэмворта с 1849 года. Старший сын Уильяма Боклера, 9-го герцога Сент-Олбанса, и его второй жены Элизабет Кэтрин Губбинс. Учился в Итоне и Тринити-колледже (Кембридж), по достижении совершеннолетия занял своё место в Палате лордов. В 1860 году стал заместителем лорда-лейтенанта Линкольншира, в 1869 — членом Тайного совета, в 1880 — лордом-лейтенантом Ноттингемшира.
Герцог был женат с 1867 года на Сибил Мэри Грей (1848—1871), дочери генерал-лейтенанта Чарльза Грея и Каролины Фаркуэр. В 1874 году он женился во второй раз, на Грейс Бернал-Осборн (? — 1926), дочери сэра Ральфа Бернал-Осборна и Кэтрин Изабеллы Осборн. В этих браках родились:
- Луиза (1869—1958), жена Джеральда Лодера, 1-го барона Уэйкхерста[3];
- Чарльз (1870—1934), 11-й герцог Сент-Олбанс[1];
- Сибил (1871—1910), жена Уильяма Лэсселза[4];
- Осборн (1874—1964), 12-й герцог Сент-Олбанс[1];
- Мойра (1876—1942), жена Ричарда Кавендиша[5];
- Кэтрин (1877—1958), жена Генри Сомерсета и Уильяма Ламбтона[6];
- Александра (1878—1935)[7];
- Уильям (1883—1954)[1].